# Ugray György
Ugray György (Dicsőszentmárton, 1908. február 16. – Budapest, 1971. november 21.) magyar szobrászművész.

## Családja
Erdélyi református családból származik; apja Ugray Gábor megyei állatorvos, állategészségügyi főfelügyelő, anyja Ziegler Klára. Az apai nagyszülei Ugray Gyula (1840–1901), marosvásárhelyi evangélikus segédlelkész, református leányiskolai rendes tanító és gidofalvi Jancsó Julianna voltak. Az apai nagyanyai dédszülei gidofalvi Jancsó Ferenc (1807–1873) és tompai Novák Sálomé (1817–1868) voltak. Az anyai nagyszülei Ziegler Emil (1846–1897), kolozsvári királyi ítélőtáblai tanácselnök és nagygörgényi Csiszár Berta (1850–1883) voltak. Az anyai nagyanyai dédszülei dr. Ziegler Károly (1801–1849), marosvásárhelyi főorvos, és báró Gallois Cécile (1818–1885) voltak. Anyai ágon másodunokatestvére, Ziegler Márta, Bartók Béla első felesége lett (1909–1923). Anyai nagybátyja dr. Ziegler Károly (1872–1938) erdélyi magyar orvos, szakíró, prózaíró, fordító.
Három fiú- és négy leánytestvére volt.

## Élete
Marosvásárhelyen járt iskolába, azonban a Bolyai Farkas Líceumban folytatott tanulmányait a negyedik osztály elvégzése után, 1920-ban abba kellett hagynia, mivel édesapja elhunyt, s így – minthogy két fivére Magyarországon tartózkodott – neki, az otthon lévő legidősebb fiúnak kellett segítenie az anyagi támasz nélkül maradt édesanyját és öt testvérét. Asztalosinasnak szegődött, s kitanulva a szakmát felszabadult.
Mivel továbbtanulni otthon nem volt lehetősége, 1926-ban átköltözött Magyarországra, ahol a Ganz gyárban helyezkedett el asztalosként; emellett négy év alatt érettségit szerzett a budapesti református főgimnáziumban. Szabadidejében minden munkát elvállalt, hogy anyagi forrást teremtsen tanulmányaihoz. 1930-ban felvételt nyert az Iparművészeti Iskolába, ahol Mátrai Lajos, Simay Imre és Reményi József voltak a tanárai. 1935-ben végzett, s tehetsége folytán azonnal folytathatta tanulmányait a Magyar Képzőművészeti Főiskolán. Mestere Bory Jenő lett, akinek négy éven át tanársegéde is volt. Ő tervezte az 1937. évi párizsi világkiállítás mindkét magyar plakátját, 1938-tól rendszeresen részt vett a Műcsarnok kiállításain, többször nyert pályázatot, 1940-ben pedig a római Collegium Hungaricum állami csereösztöndíjasaként kijutott Rómába.
1940–41-ben Rómában tanult és dolgozott, ekkor készítette Flóra, Primavera, Pietà, Szent István című szobrait. Sikeres kiállításai voltak Olaszországban (Róma, Pádua), több szobrát megvásárolták. Bolyai Farkas mellszobra a római egyetem matematikai tanszékére, Szent István-szobra, valamint a Római Magyar Történeti Intézet alapítójának, Fraknói Vilmosnak portrédomborműve pedig a Római Magyar Akadémiára került.
Ösztöndíja lejárta után egy gazdag olasz vállalkozó bízta meg munkával a fővároshoz közeli Palestrinában, ahol birtokán több mint egy éven át faragott neoklasszicista márványszobrokat a Villa Torresina parkjába.
Római alkotóperiódusa lezárása után, 1943-ban családjával együtt visszatért Magyarországra és Óbudán telepedett le, ám pályája nem bontakozhatott ki. A második világháború végén őrmesteri rendfokozattal behívták katonának, majd szovjet hadifogságba esett, ahonnan csak 1948. július 29-én térhetett haza. Alkotókedve a fogolytáborban is megmaradt, azonban egészsége megromlott; hazatérése után két évet betegeskedett. Azért, hogy családját el tudja tartani, 1950-ben mintakészítő asztalosként helyezkedett a Soroksári úti Fémáru és Szerszámgépgyárban, emellett alkalmanként ipari formatervezést végzett. A vállalatvezetés engedélyével – önképző jelleggel – képzőművészeti szabad iskolát szervezett és vezetett. Csak 1956-ban kapott két dombormű elkészítésére megbízást, emellett több plakettet mintázott. Később a Képzőművészeti Alap Kivitelező Vállalatnál helyezkedett el, ahol szobrok kivitelezésével, mások munkáinak felnagyításával kereste kenyerét.
Önálló alkotásra ritkán kapott megrendelést. 1959-ben elkészítette a Czabán Samu, 1966-ban a Gyógyítás, majd a Frankel Leó domborműveket. 1968-ban a Műcsarnokban kiállított 15 alakos, sodró erejű Dózsa fa domborműve olyan sikert aratott, hogy Budapest III. kerületi Tanácsa megvette és a díszteremben helyezte el; a mű első vázlatát pedig a Minisztertanács Mongóliának ajándékozta. A még dinamikusabb, ugyancsak fába faragott ötméteres, az 1919-es forradalmat ábrázoló domborművét a III. kerületi Pártbizottság vásárolta meg. Az alkalmanként adódó megrendelések mellett restaurálásokat is végzett és kisebb megbízásokat teljesített, mint például az Egri csillagok című film megölt török katonáinak alakjai, vagy a Budapesti Vidám Park Barlangvasútjának János vitéz- és lovashuszár-figurái, illetve Hullámvasútja alatt létesített Mesecsónak „szuszogó óriása”. A súlyosan beteg művész Kőműves Kelemen balladáját idéző művét már nem tudta befejezni, ám még a kórházban is dolgozott, ahol András apostol megfeszítését mintázta meg.

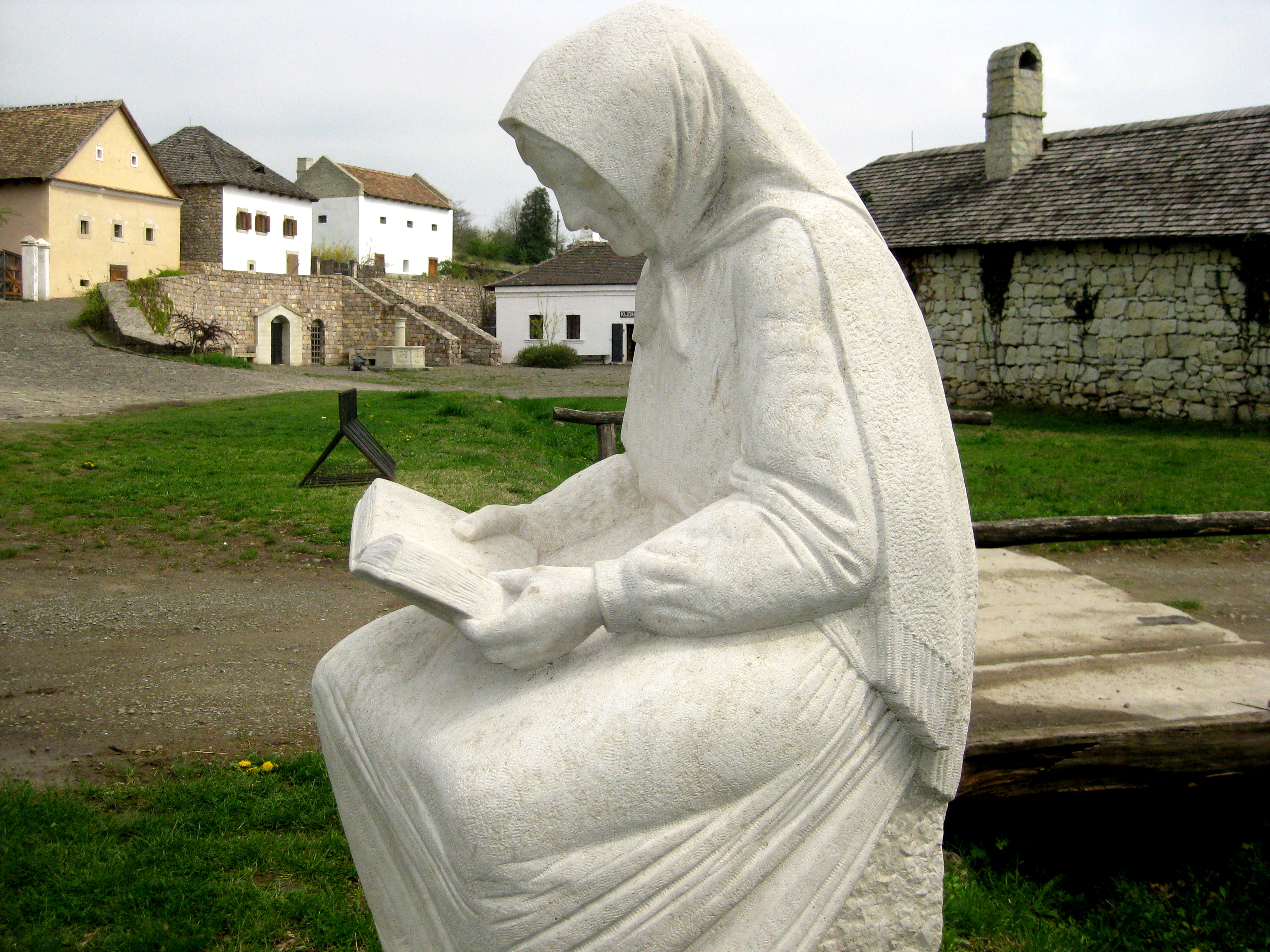
Olvasó öregasszony szobra a szentendrei skanzenben

A római iskola harmadgenerációs alkotójának számító Ugray György művészetének középpontjában az emberi alak állt: klasszikus ihletésű, realista szemléletű szobrászatának legfontosabb megvalósult művei a történeti tematikát feldolgozó domborművek. Alkotásainak többsége azonban minta maradt. Ezek egy részét halálának 23. évfordulóján az egykori műteremből kialakított magánmúzeumban mutatta be családja. Bár megvalósult domborműveinek többségét a rendszerváltás után eltávolították a közterületekről és közintézményekből, több gipszből és fából mintázott szobrát viszont kőbe faragták vagy bronzba öntötték és állították fel méltó helyen.
1939. december 5-én kötött házasságot Budapesten Bervanger Magdolnával. Házasságukból öt gyermek született; három lány (Magda, Klára és Katalin), valamint két fiú (a négy hónapos korában elhunyt Gábor, valamint György). A család Óbudán élt, előbb a Lajos utcában, majd a Kórház utcában, ahol Ugraynak műterme is volt. Ugray Györgyné tanárként dolgozott Budapest III. kerületében, fia, ifj. Ugray György (Budapest, 1945. április 3.) ugyancsak szobrász lett.
1971-ben hunyt el gyógyíthatatlan betegségben. Ravatalánál Somogyi József Kossuth- és Munkácsy-díjas szobrászművész mondott búcsúbeszédet. Az óbudai temető 21/1-es parcellájában nyugszik; sírjára fia faragott kopjafát, rajta Ács Józsefnek az elhunytat ábrázoló bronz plakettjével. A sír 2020 óta a Nemzeti Örökség Intézetének védettsége alatt áll.

## Egyéni kiállítások

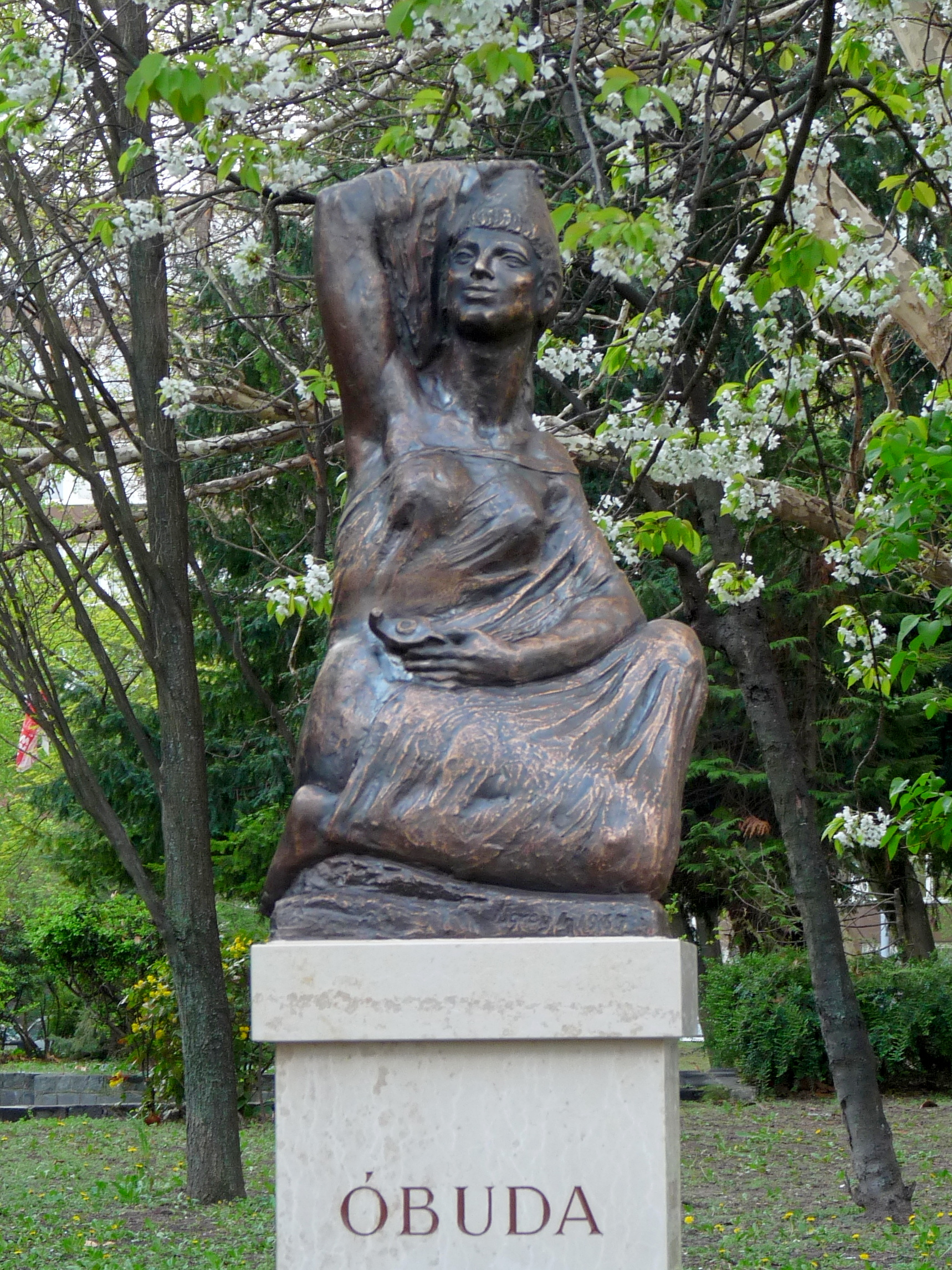
Az Óbuda Budapest III. kerületében

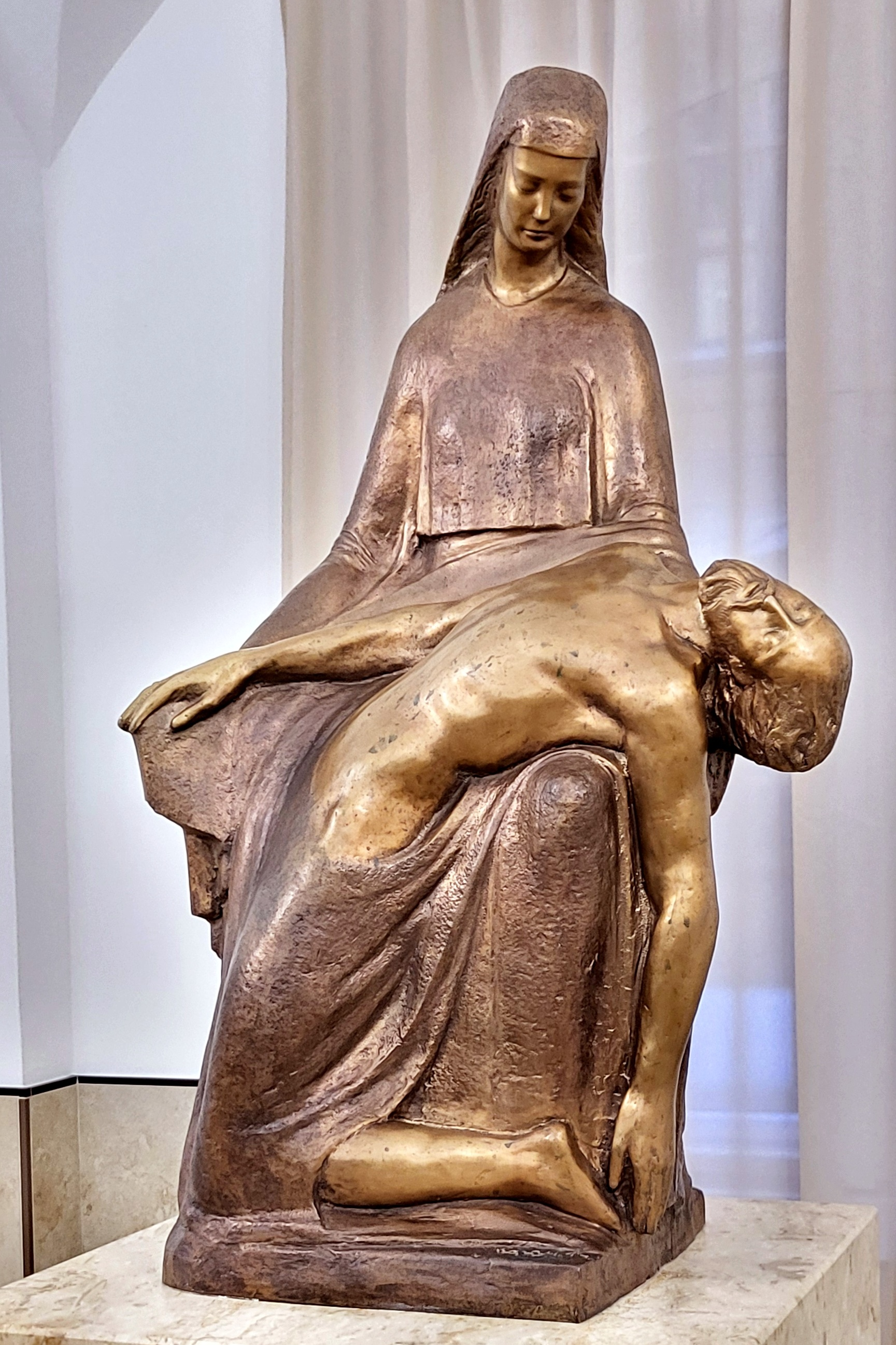
A Pietà a PPKE Jog- és Államtudományi Karán

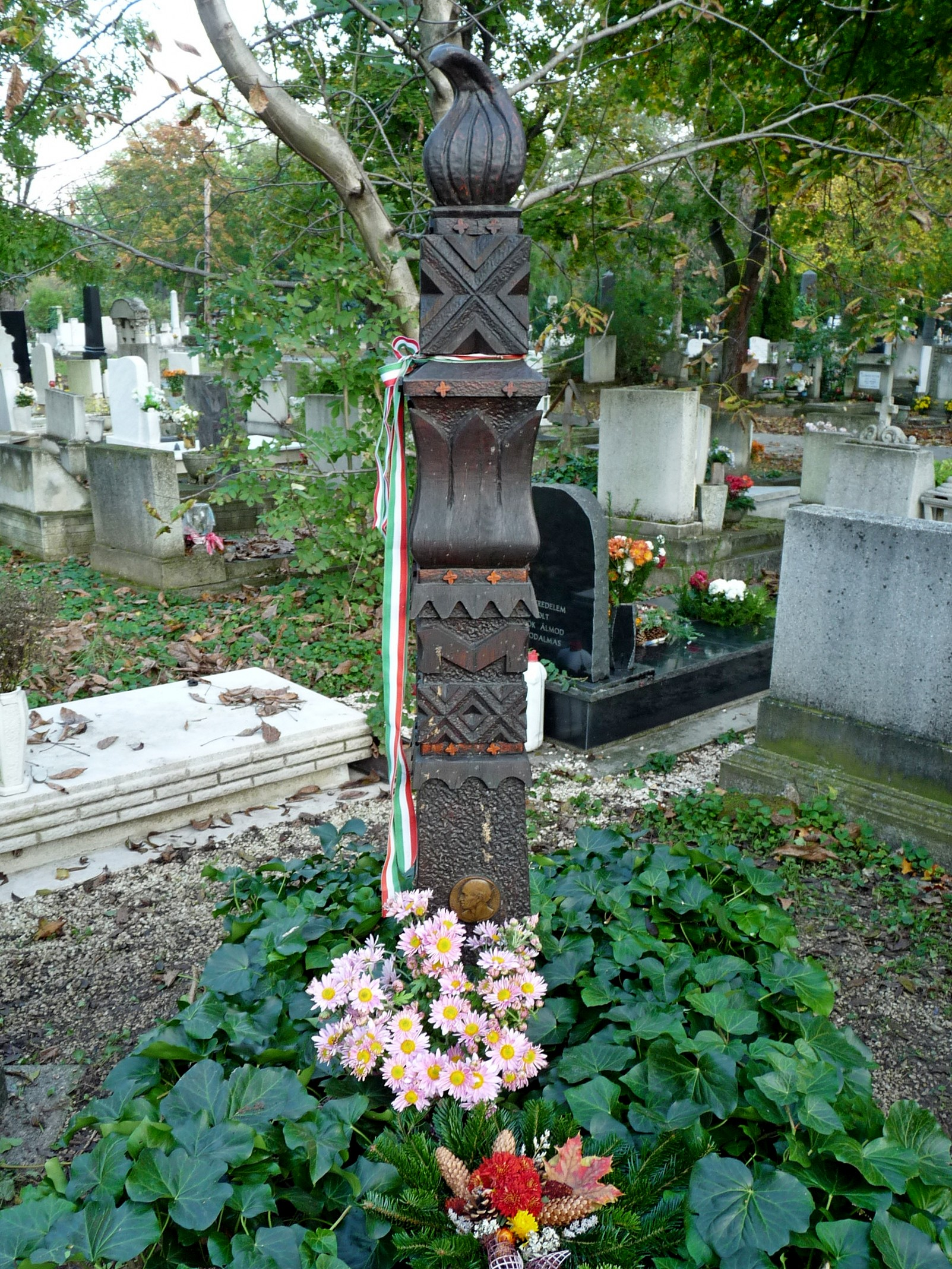
Ugray György kopjafája az óbudai temetőben

- 1936 - Mohács [27]
- 1942 - Róma
- 1979 - Óbudai Pincegaléria,[28] Óbuda [29]
- 1979 - Művelődési ház Csillaghegy [30]
- 1994 - Házimúzeum,[31] Óbuda
- 2017 - Pestszentimrei Közösségi Ház (PIK)[32]
- 2024 - Esernyős Galéria, Óbuda[33]

## Főbb alkotásai
- Szinyei Merse Pál (márvány mellszobor, 1938, Budapest, Magyar Képzőművészeti Főiskola)
- Örschläger család síremléke (1939, Kassa)
- Fraknói Vilmos (dombormű, 1941, Római Magyar Akadémia)
- Szent István (kőszobor, 1941, Római Magyar Akadémia)
- Bolyai Farkas (kő portré, 1942, Róma)
- Flóra (carrarai márvány, 1942, Palestrina, Villa Torresina)
- Szamár gidával (terrakotta dombormű, 1950, Almásfüzitő)
- Czabán Samu (kő dombormű; 1959, Budapest III. ker., Vörösvári úti iskola [ma: Óbudai Múzeumban])
- Czabán Samu (beton, műkő dombormű; 1960 (felállítva 1968 májusában); Nagyszénás, Czabán Samu Általános Iskola)
- Zelma síremléke (kőszobor, 1963, Budapest III. ker., Óbudai temető)
- Gyógyítás (kő dombormű, 1966, Szeged, Odessza lakótelep, Gyógyszertár)
- Dózsa György (beton, műkő dombormű, 1968; Nagyszénás, Czabán Samu Általános Iskola)
- Dózsa (15 alakos fa dombormű, 1968, Budapest III. kerületi Tanács)
- Tóth Ede (kő mellszobor, 1972, Sárospatak, Iskolakert)
- Első anyaság (1969; 1982, Budapest, Fővárosi Önkormányzat Szent Margit Kórháza)
- Kőrösi Csoma Sándor (patinázott gipsz szobor, 1986, Budapest III., Kőrösi Csoma Sándor Gimnázium).
- 1919 (5 m-es fa dombormű, Budapest III. ker-i pártbizottság székháza)
- Frankel Leó (szobor, Budapest II. ker., Frankel Leó Általános Iskola)
- Frankel Leó (vörös márvány dombormű, Budapest III. ker., Frankel Leó Művelődési Ház)
- Olvasó öregasszony (gipsz szobor 1959; mészkő szobor, 2017, Szentendre, Skanzen)
- Pietá (A fájdalmas anya) (gipsz, 1941; bronz szobor 2017, Budapest VIII. ker., PPKE Jog- és Államtudományi Kar aulája)[34][35]
- Óbuda (gipsz szobor, 1967; bronz szobor 2019, Budapest III. ker., Kórház utca)